# Формела (Казерта)
Формела је насеље у Италији у округу Казерта, региону Кампанија.
Према процени из 2011. у насељу је живело 34 становника. Насеље се налази на надморској висини од 640 м.